# Vendeuil-Caply
Vendeuil-Caply är en kommun i departementet Oise i regionen Hauts-de-France i norra Frankrike. Kommunen ligger i kantonen Breteuil som tillhör arrondissementet Clermont. År 2022 hade Vendeuil-Caply 444 invånare.

## Befolkningsutveckling
Antalet invånare i kommunen Vendeuil-Caply
| Referens: INSEE |